# Thomas Bak
Pour les articles homonymes, voir Bak.
Thomas Tadeus Bak est un artiste visuel, directeur artistique, poète (cinématographique) et compositeur polonais/allemand récompensé à plusieurs reprises pour ses travaux dans le champ de la photographie.

## Biographie
Né de parents immigrants de Szczecin (Pologne du Nord), Thomas Bak fut désigné «le plus jeune dessinateur d'Allemagne» à l'âge de onze ans à la suite de sa première publication dans un magazine de graphisme Allemand pour lecteurs adultes.
Il fut également récompensé deux fois en qualité de «Graphiste Officiel de l'Université des Arts de Brême» durant ses études de conception graphique de livres et de photographie à cette même université.
Bak a exercé la fonction de directeur artistique au sein de studios de design européens et d'agences de publicité. À l'âge de 27 ans, il commence à donner des conférences pour la «Photographic Master Class of the IAA» (International Academy of Arts)
en Allemagne, France et Pologne. Ses œuvres sont présentées dans plusieurs communiqués de l'industrie musicale, incluant des publications de l'ancien chanteur du groupe Bauhaus, Peter Murphy, et Dalis Car.
En 2004, il a été le plus jeune photographe à être décoré du Reinhart-Wolf-Preis et le prix BFF de la Photographie (Bund Freischaffender Foto-Designer) en tant que «Best of the Best».

## Œuvres

### Littérature primaire (livres de Bak)
- Ene Mene Mysterium. Eine Sechspostkartennovelle. (1993)
- Den Hænden nach ein Hundt. (1995)
- AThMN. An Act of Tarot. (1995)
- Vropa. 22 Photographies. (1996)
- BVCH DER VVAND=LVNGEN & VVIRBEL=SÆVREN. Fynff=Zehn Blætter ihrer Længe nach betichtet. (1998)
- V.R.Op.A. : C I — IV. (1999)
- COSMONAVCIONES et Polaroïdes. (1999)
- Hand= bzw. Flusz=Abdrykke; Zwölf Absichten bald «Cosmonauciones» tätoliert. (2000)
- Atavista : 33 Photographic Compositions. (2000)
- Arche Nada; Yber dem Vm=Gang mit Todtem. Allsoh : «Gryner Fuchs» tætolirt. (2001)
- Vff=Tact zum Eiligen Kriege; Polaroïden & Tincturen. (Allrot, 2002)
- Fynff Tincturen. (Pan Press, 2002)
- The Tourist, Plates I — XXXV. (2006)
- Ex Ceterra Incognita, Capricci Erotici e Verticale. (2008)
- The Tourist, Plates XXXVI — LXXX. (2012)
- Ornament City, Essays & Capricci. (TK Verlag Hamburg, 2012)
- Psylens. (Pan Press / S.Ph.In.X. Camera Obscura International, 2013)
- On Love considered as one of the Fine Arts. Essays & Essails by Bak (TK Verlag Hamburg, 2014)
- Les Chants de Marlboror / AFFORISMEN IN SPE (Pan Press, 2015)

### Littérature d’accompagnement (publications sur Bak)
- Inferso. KUBO Art Award 2000, Xzeit Edition Berlin  (ISBN 3980755509)
- Manfred Schmalriede, Norbert Waning: Reinhart-Wolf-Preis 2004
- Bund freischaffender Fotodesigner: Das BFF-Jahrbuch 2005  (ISBN 3933989256)
- Peter Rautmann, Jörn Christiansen: Vier Jahrzehnte Fotografie in Bremen. Focke-Museum, 2003  (ISBN 3897571609)
- Ein tierisches Vergnuegen. Kunstsammlung der Sparkasse Bremen / Edition Hachmann, 2006  (ISBN 9783939429234)
- ATAVISTA. L'Œuvre Photographique du Thomas Bak. 2006 (Cannes, France)
- Gemeinsam, aber getrennt. 2008 (Forum e.V.: Gesellschaft zur Foerderung der Polnischen Kultur, Ministry of Culture and Communication Germany)
- BAK = ATAVISTA. The Photographic Works of Thomas Tadeus Bak. Second Edition, 2008 (IAA Publications, St.Magnus)
- Bak — The Photographic Capriccio. Sheets from 1998 to 2008 (Galerie Hilaneh von Kories / Photoselection GmbH)
- TAZ / Die Tageszeitung, 1990 (interview en allemand)
- Profifoto #2, 2005 (interview en allemand)
- Zoo Magazine #20, edited by Bryan Adams. 2008 (interview & retrospective en anglais, 8 p.)
- Profifoto #10, 2008 (retrospective en allemand)
- Schwarzweiss #87, Das Magazin fuer Fotograﬁe. 2012 (retrospective 2008 — 2012 en allemand)
- Alambic Parisienne #2, 2013

## Expositions (sélection)
- 1999	«Three Positions of Contemporary Photography», Profile Intermedia 02. Congress Center Bremen, Germany
- «AThMN», Media Center Bremen
- 2000	«Inferso», Municipal Gallery (Bremen) & «Inferso», Kulturbrauerei GmbH (Berlin, Germany)
- 2001	«Paradogs», Profile Intermedia 04 (Bremen)
- 2002	«Four Decades of Photography in Bremen», Museum for the State’s History
- 2004	«A=N», Photokina (Cologne, Germany)
- 2004	«A=N», Design Center (Stuttgart, Germany)
- 2004	«AThMN/Metamorphoses», Institut Français & Goethe-Institut Budapest (Hungary)
- 2005	«V.R.Op.A.» at the headquarter of the Tokyo Journal (Japan)
- 2005	«Japanese Windows», Gallery B (Nagoya, Japan)
- 2006	«Ein tierisches Vergnügen», Sparkasse Bremen
- Retrospective «Atavista» at the gallery Marc Piano (Cannes, France)
- Retrospective «Atavista» at the International Academy of Arts (Lesmona, Germany)
- 2008	Retrospective «Das Photographische Capriccio. Blätter aus den Jahren 1998 bis 2008», Galerie Hilaneh von Kories / Photoselection GmbH (Hamburg, Germany)

## Filmographie
- 1993 : Incubus (22 min)
- 1999 : Χάλκανθον ~ SECRET FIGVRES VVRITTEN ON VVATER (8 min)
- 2005 : Atavista (40 min)
- 2008 : Edgar Alien Poe (28 min)
- 2012 : Rainbows On Fire (4 min)
- 2013 : L’OVE is the LAVVN / Love is the Lawn, MMXIII (6 min)